# МЭD DОГ
МЭD DОГ — российская рок-группа из Москвы. Стилистика группы близка таким направлениям, как альтернативный рок, гранж, инди-рок, пост-гранж.

## История группы
Команда была основана в феврале 1995 года Дмитрием «Снэйком» Хакимовым — музыкантом и продюсером, до этого игравшим в Young Guns, а впоследствии известным по работе с такими группами как НАИВ, Агата Кристи, Блондинка КсЮ, Глеб Самойлоff & The Matrixx и т. д. Во второй половине 90-х столичная группа МЭD DОГ стала одним из лидеров новой российской гитарной сцены.
Первый концерт состоялся 20 февраля 1995 года в клубе «In toyo», и этот концерт считается днём рождения группы. Стилистически группу нельзя было отнести к какому-либо одному жанру. И публика и критики сразу начали отмечать яркий мелодизм, отточенность аранжировок, философскую направленность текстов.
Начало 1996 года для МЭD DОГ ознаменовывается участием в движении «Учитесь Плавать», первые песни группы выходят на сборниках этого движения и звучат на радио Maximum. 20 апреля 1997 года в ДК Горбунова группа открывает концерт ирландской команды Sheer. Чуть позднее на независимой фирме грамзаписи «FeeLee» выходит кассета с дебютным альбомом «MAD DOG», ставшим итогом кропотливой двухлетней работы.
В середине 1996 года первый вокалист группы Игорь Хомский уезжает в Германию. Больше полугода в группе пел гитарист-вокалист Евгений Афанасьев, и уже в процессе подготовки материала для записи нового альбома Дмитрий Хакимов предлагает присоединиться к коллективу вокалисту подольской группы «Кризис Дэнс» Артёму Макарову. Также в этот период, помимо лидера группы барабанщика Дмитрия Хакимова, в состав группы входили гитарист Дмитрий Андрианов и бас-гитаристы Константин Савельевских и Дмитрий Высоцкий.
2 августа 1997 года на мысе Казантип, во время проведения фестиваля молодёжной музыки и культуры КАZАНТИП, МЭD DОГ предстает в качестве хэдлайнера перед 7 тысячами людей, собравшимися на альтернативной площадке.
В сентябре 1997 года в программе «Учитесь Плавать» на радио Maximum МЭD DОГ представляет песню «Печаль». По опросу, ежегодно проводимому FeeLee Promoton, группа входит в десятку лучших альтернативных групп страны (данные на лето 1997-го).
20 февраля 1998-го МЭD DОГ принимает участие в фестивале «Рождённые в Нирване», посвящённом дню рождения лидера группы Nirvana Курту Кобейну, где исполняет кавер-версию на песню Nirvana «Something in the way».
В ноябре 1997-го на студии SNC вместе со звукорежиссёром Евгением Трушиным (музыкальный продюсер альбомов групп Сплин, Мечтать, Моральный кодекс) МЭD DОГ приступает к записи материала для нового альбома. С апреля 1998 года радиостанции начинают активно ротировать новый материал группы. Песня «Улетай» после 6 дней эфира на радио Maximum признана взрывом недели в «Хит-параде двух столиц». Песня держится в десятке официального чарта Maximum в течение 5 недель. Ещё 4 песни группы активно ротировались радиостанциями Серебряный Дождь и Русское Радио. Также в 1998 году на телеканалах MTV и Муз-Тв стартуют клипы на песни «6.3.0» и «Улетай».
По итогам музыкальной дорожки МК за 1998 год группа вошла в десятку лучших альтернативных групп страны.
Осенью 1998 года вокалистом группы становится Денис Саевич, исполнявший до этого бэк-вокальные партии и игравший на гитаре после ухода из группы Дмитрия Андрианова. В январе 1999 года МЭD DОГ записывают новую песню «Назови меня рекой». С февраля песню «Назови меня рекой» начинают активно ротировать радиостанции. 20 февраля 1999 года МЭD DОГ выступают в качестве хедлайнера на 4-м по счету фестивале «Рождённые в Нирване», собравшем более 2000 зрителей в ДК МАИ. Также вместе с группами А-мега и Агата Кристи МЭD DОГ играет на «Последнем Звонке» на Манежной площади перед 70-ти тысячной аудиторией, участвует в акции «Рок Против Наркотиков», открывает своим выступлением фестиваль «Мегахаус» во время праздника газеты «Московский Комсомолец». В этот же период к группе присоединяется гитарист Николай Сарабьянов.
В июле 1999 года группа МЭD DОГ снимает видеоклип на песню «Назови меня рекой». Режиссёром клипа выступил Мечислав Юзовский (ранее работавший с группами Сплин, Bad B. и др.). 1 декабря 1999 года выходит альбом «6.3.0.». В течение первого месяца продаётся более 50 тысяч копий альбома. Альбом находит восторженный приём у прессы и публики. В начале января 2000 года появился четвёртый по счету видеоклип МЭD DОГ на песню «Слёзы» (совместный проект МЭD DОГ/Bad Balance и ДеЦл), режиссёром этой работы выступил Филипп Янковский.
По итогам 1999 года МЭD DОГ попадает в список лучших рок-групп страны («Звуковая Дорожка» МК за 24.12.99). В феврале 2000-го тот же Филипп Янковский снял клип на ещё одну новую песню группы «Странные игры людей», а уже в начале мая того же года этот клип попал в «Русскую Десятку» телеканала Муз-ТВ и продержался там на первом месте 3 недели.
В октябре 2000 года группа приступает к записи нового альбома. 10 мая 2001 года МЭD DОГ выпускает макси-сингл «На Заре». За первый месяц продаж он обходит по результатам альбом «6.3.0.». В мае-июне группа вместе с режиссёром Эльдаром Салаватовым (автор клипов для групп Мультfильмы, НАИВ, Куйбул, Zdob Si Zdub и т. д.) снимают клип на песню «На Заре». Клип отказывается показывать канал MTV Russia из-за «чересчур мрачного сюжета», зато его начинают активно крутить остальные музыкальные каналы страны.
20 июня 2001 года МЭD DОГ открывает концерт британской группы Placebo в Зелёном Театре ЦПКиО им. Горького. В мае-июне 2001 года группа участвует в крупных фестивалях «Антиспид», «Мегахаус» МК, Последний Звонок и т. д.
2002—2004 год — группа активно концертирует и записывает несколько новых песен в студии. Также на некоторое время к группе присоединяется солист Артём Макаров. В 2004 году МЭD DОГ записывает совместную песню «Бессонные ночи» с Дмитрием Маликовым. В том же 2004 году, не объявляя официально о распаде группы, МЭD DОГ прекращает активную концертную и студийную деятельность. А музыканты группы начинают заниматься другими проектами.
В конце 2011 года Дмитрий «Snake» Хакимов собирает группу в составе:
- Дмитрий «Снэйк» Хакимов — ударные
- Денис Саевич — вокал, гитара
- Дмитрий Андрианов — гитара
- Дмитрий Клочков — бас-гитара, бэк-вокал.

С весны 2012 года группа приступила к работе над новыми песнями. Первое выступление обновлённой группы произошло 2 августа на фестивале Кубана.
23 сентября 2013 года компания «СОЮЗ Мьюзик» выпускает новый студийный альбом группы МЭD DОГ «Меланхолия». Запись альбома проходила в двух Московских студиях - «10 Rec» и «Параметрика», а мастеринг альбома группа доверила американскому звукоинженеру Брайану Гарднеру, ранее работавшему с такими коллективами как The Cure, Depeche Mode, Foo Fighters, Nine Inch Nails, 30 Seconds To Mars, Queens Of The Stone Age и др. Концерт-презентация нового альбома «Меланхолия» группы МЭD DОГ состоялся в Москве, 28 сентября в клубе «16 тонн».
20 сентября 2014 года группа участвует в фестивале "Мото вторжение" во Фрязино, после чего опять прекращает активную концертную и студийную деятельность.
Лишь в конце 2017 года группа собирается в расширенном составе:
- Дмитрий «Снэйк» Хакимов — ударные
- Артём Макаров — вокал
- Дмитрий Андрианов — гитара
- Дмитрий Высоцкий — бас-гитара
- Алексей Дмитриев — гитара

«Я вижу дальнейшее развитие МЭD DОГ как группы, где каждый участник будет иметь свои сольные вокальные и инструментальные номера. Как у The Beatles). Я думаю сейчас у нас самый лучший состав за всю историю группы!».
— Дмитрий "Снэйк" Хакимов 
20 февраля 2018 года МЭD DОГ выступили в клубе «16 тонн». На концерте состоялось первое в истории живое совместное исполнение с Кириллом Толмацким (Децл) песни «Слёзы». 
В 2019 году группа отметилась на фестивалях Доброфест и Нашествие. В 2022 году Денис Саевич покинул группу и уехал на ПМЖ в Израиль.

## Состав

### Текущий состав
- Дмитрий «Snake» Хакимов — барабанщик, директор группы (с 1995 по 2004 год, с 2012 по 2014 год, с 2018 года)
- Дмитрий Андрианов — гитара (с 1996 по 1998 год, с 2012 по 2014 год, с 2018 года)
- Дмитрий Высоцкий — бас-гитара (с 1996 по 1998 год, с 2018 года)
- Артём Макаров — вокал (с 1997 по 1998 год, с 2003 по 2004 год, с 2018 года)
- Алексей Дмитриев — гитара (с 1998 по 1999 год, с 2018 года)

### Бывшие участники
- Игорь (Боб) Хомский ✝ — вокал, бас-гитара (с 1995), вокал, гитара (с 1995 по 1996 год)
- Пётр Арсеньев — перкуссия (с 1995 по 2000 год)
- Константин Савельевских — бас-гитара, бэк-вокал (с 1995 по 1996, с 1998 по 2004 год)
- Евгений Афанасьев — вокал, гитара (с 1996 по 1997 год)
- Николай Сарабьянов — гитара (с 1999 по 2004 год)
- Дмитрий Клочков — бас-гитара, бэк-вокал (с 2012 по 2013 год)
- Георгий Панин — бас-гитара, бэк-вокал (с 2013 по 2014 год)
- Денис Саевич — гитара, бэк-вокал (с 1997 по 1998 год, с 2003 по 2004 год), вокал (с 1998 по 2003 год, с 2012 по 2014 год, с 2018 по 2022 год)

### Сессионные музыканты
- Трофим Акопов - бас (принял участие в записи песни "Mary Jane")
- Игорь Жигунов - клавишные, программирование (принял участие в записи песни "Страх темноты")
- Владимир Молчанов - клавишные (принял участие в записи альбома "6.3.0.")
- Денис Петухов - клавишные (принял участие в записи песни "Мой мир")
- Константин Бекрев - клавишные, программирование (принял участие в записи альбома "Меланхолия")
- Александр Брайловский - клавишные, программирование (принял участие в записи песни "Бежать по кругу")

## Дискография
| Альбом            | Тип                                                | Год выпуска | Лейбл                 |
| ----------------- | -------------------------------------------------- | ----------- | --------------------- |
| Mad Dog           | Дебютный альбом / сборник                          | 1997        | Feelee / ZeKo Records |
| 6.3.0.            | Студийный альбом                                   | 1999        | Микс Меdиа            |
| Избранное 1995-97 | Сборник (переизданные и ранее неизданные песни)    | 2000        | Feelee                |
| На заре           | Макси-сингл                                        | 2001        | Медиастар             |
| Rewind            | Альбом / сборник (песни с вокалом Артёма Макарова) | 2004        | Никитин               |
| Меланхолия        | Студийный альбом                                   | 2013        | Союз                  |
| Мой полёт         | Сингл                                              | 2018        |                       |

### Трибьюты и каверы
- Nirvana — Something In The Way
- Альянс — На заре
- Аквариум — Танцы на грани весны

### Клипы
- 6.3.0. (1998)
- Улетай (1998)
- Назови меня рекой (1999)
- Слёзы (feat. Децл) (2000)
- Странные игры людей (2000)
- На заре (2001)